# Крионери (Солун)
Крионери (грч. Κρυονέρι) је насељено место у општини Лагадина у периферији Средишња Македонија, Грчка. Према попису из 2021. године било је 727 становника.
Према бугарском географу и историчару, Василу Канчову, у Крионерима је 1900. године живело 700 Турака. Године 1924. турско становништво је принудно исељено у Турску а на њихово место су насељене грчке избеглице. На попису из 1928. године Крионери је имао 781 становника. Село се раније звало Гранич.